# Padéma (département)
Cet article concerne le département et la commune rurale. Pour le village chef-lieu, voir Padéma.
Padéma, parfois appelé Badéma ou Badéna, est un département et une commune rurale de la province du Houet, situé dans la région des Hauts-Bassins au Burkina Faso.

## Géographie

### Démographie
- En 1996, le département et la commune rurale comptait 18 352 habitants estimés[2].
- En 2003, le département et la commune rurale comptait 51 123 habitants estimés[3],[4].
- En 2006, le département et la commune rurale comptait 50 079 habitants recensés[5].
- En 2019, le département et la commune rurale comptait 61 836 habitants recensés[1].

## Administration

### Villages
Le département et la commune rurale de Padéma est administrativement composé de douze villages, dont le village chef-lieu homonyme (données de population consolidées issues du recensement général de 2006) :
- Bankouma (2 081 habitants)
- Banwali (3 155 habitants)
- Djigouéma (6 180 habitants)
- Hamdalaye (1 199 habitants)
- Kimini (5 228 habitants)
- Kolédougou (2 488 habitants)
- Lahirasso (5 993 habitants)
- Nématoulaye (4 670 habitants)
- Padéma (ou Badéma, Badéna) (4 857 habitants), chef-lieu
- Soma (4 008 habitants)
- Wigayatoulaye (4 134 habitants)
- Zongoma (6 086 habitants)